# آیین ضربت شمشیر

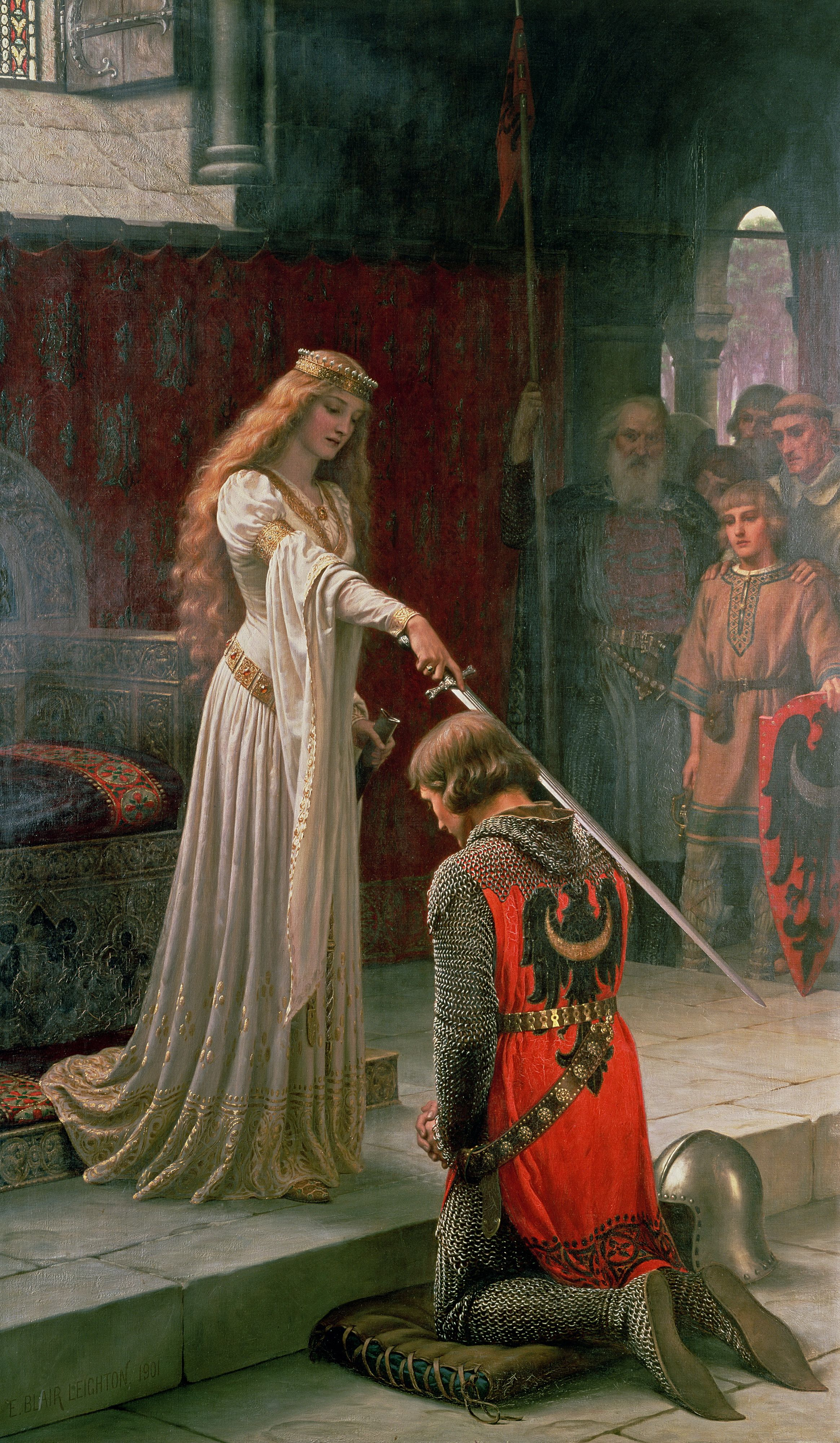
آیین ضربت شمشیر (۱۹۰۱)، از ادموند لیتون

آیین ضربت شمشیر (لاتین: benedictio militis) یا آکولِیْد (Accolade)، فعل و کنشی طی مراسمی خاص مرتبط با شوالیه‌گری و شهسواری در قرون وسطی بود که طی آن شخصی ضمن دریافت اسلحه خود، به حوزه شهسواری و شوالیه‌گری وارد می‌شد. این فعل جایگزین ضربه شدیدی شد که طی مراسم ورود به حوزهٔ شوالیه‌گری به نامزد این مقام وارد می‌شد. این اصطلاح در قرن ۱۶ میلادی توسط توماس لاج وارد ادبیات و رمانس‌های تاریخی شد که خود برگرفته از واژهٔ فرانسوی آکولی بود.

## ریشه‌شناسی
لفظ آکولید در اواخر قرن ۱۶ میلادی وارد زبان انگلیسی شد. زمانی که توماس لاج از آن در رمانس تاریخی مرتبط با روبرت شیطان استفاده کرد. این واژه نیز خود برگرفته از واژه فرانسوی قرون میانهٔ آکولی (Accolee) بود که به معنی برخورد و ضربت یا اعطای مقام شوالیه از این طریق بود که خود این واژه نیز برگرفته از کولون (collum) به معنی گردن است.

## تاریخ
با ظهور گروه جدیدی به نام شوالیه در قرن ۱۱ میلادی که نخبگان نظامی بودند که در جنگاوری با اسب زبده و کارآموز بودند، کلیسا درصدد کنترل حرفه شوالیه‌گری و شهسواری برآمد. در گذر زمان توانست از نیرو این گروه در راستای اهداف دین‌مدارانه خویش همچون جنگ علیه کفار استفاده کند. ورود به حوزه شوالیه‌گری با مراسم خاصی همراه بود که برای نامزد این مقام در آنهای دورهٔ جوانی‌اش دوره و حیات جدیدی به‌شمار می‌رفت. مراسم سلاح‌پوشان از جمله این آیین بود که طی آن شوالیه اعطاکننده سلاح، زره به تن نامزد شوالیه‌گیری می‌کرد و شمشیر به کمرش می‌بست و سپس با ضربهٔ شدیدی با کف دست به پشت گردن وی می‌زد. بعدها و به مرور این رسم ملایم‌تر شد و آکولید که عبارت بود از تماس ملایم با دست یا چند ضربه ملایم با پهنه شمشیر، جای این ضربه شدید را گرفت.